# Победа (Воловский район)
Победа — посёлок в Воловском районе Тульской области России.
В рамках административно-территориального устройства входит в Верхоупский сельский округ Воловского района, в рамках организации местного самоуправления включается в Двориковское сельское поселение.

## География
Расположен в 5 км к западу от районного центра, посёлка городского типа Волово, и в 73 км к юго-востоку от областного центра, г. Тулы. 

## Население
| 2002 | 2010 |
| ---- | ---- |
| 404  | ↘344 |